# Octoplasia princeps
Octoplasia princeps är en skalbaggsart som beskrevs av Sharp 1876. Octoplasia princeps ingår i släktet Octoplasia och familjen Melolonthidae. Inga underarter finns listade i Catalogue of Life.